# Свіргун Ольга Анатоліївна
Ольга Анатоліївна Свіргун (нар. 1988, м. Глухів (нині Шосткинського району), Сумської області, Українська РСР, СРСР — пом. 24 лютого 2022, поблизу м. Олешки Херсонської області) — українська військовослужбовиця 9 ОМПБ «Вінницькі скіфи» 59-ї окремої мотопіхотної бригади Сухопутних військ ЗС України, учасниця російсько-української війни, що загинула у ході російського вторгнення в Україну.

## Життєпис
Народилася у 1988 році в місті Глухові, нині Шосткинського району на Сумщині. Навчалась у Глухівському національному педагогічному університеті, де здобула спеціальність вчительки молодших класів. У 2019 році вирішила присвятити життя військовій справі. Була призвана до військової частини окремої радіолокаційної роти 138 радіотехнічної бригади. З 2019 по 2021 проходила службу на "Глухів-2". В 2021 році перевелась до 9-й окремий мотопіхотний батальйон «Вінниця». Проходила військову службу в складі одного з підрозділів 9 ОМПБ «Вінницькі скіфи» 59-ї окремої мотопіхотної бригади Сухопутних військ Збройних Сил України на Херсонщині, обіймала посаду стрільця мінометної батареї.
У перший день російського вторгнення в Україну, 24 лютого 2022 року, при виконанні бойового завдання, разом з побратимами потрапила у ворожу засідку в районі м. Олешки та героїчно загинула під час артилерійського обстрілу окупантів: осколки понівечили обличчя, сталося наскрізне поранення голови. Загинула на місці.
Панахида за загиблою (за участі командира 9 ОМПБ «Вінницькі скіфи» Сергія Котенка) відбулася в обід 11 березня 2022 року у Православній церкві України, що розташована у парку міста Гайсина на Вінниччині.
Голова Гайсинської районної державної адміністрації Людмила Головашич повідомила, що у місті поховали Ольгу Свіргун:
|  | «Я готова була стати хрещеною або весільною мамою, а стала мамою загиблої дитини...Ольгу Анатолівну Свіргун рідна мама не змогла поховати — вона на ворожій території в підвалі...Тому цю дитину в останню путь проводжали ми — мами Гайсина...» |

## Родина
У загиблої залишилися чоловік Дмитро Свіргун, мати та донька Анастасія (нар. 2012).

## Нагороди
- Орден «За мужність» III ступеня (2022, посмертно) — за особисту мужність і самовіддані дії, виявлені у захисті державного суверенітету та територіальної цілісності України, вірність військовій присязі.